# Миралиев, Мовлуд Мустафа оглы
Мовлуд Мустафа оглы Миралиев (азерб. Mövlud Mustafa oğlu Mirəliyev, род. 27 февраля 1974, Кашкадарьинская область) — азербайджанский самбист и дзюдоист, член национальной сборной Азербайджана. Бронзовый призёр игр 2008 года в Пекине. Бронзовый призёр чемпионата мира по дзюдо 2003 года, чемпион и призёр чемпионатов Европы и мира по самбо. Выступает в весовой категории до 100 кг. Мастер спорта по самбо международного класса и мастер спорта по дзюдо.

## Карьера
Мовлуд Миралиев родился 27 февраля 1974 года в Узбекистане. Его отец, Мустафа Миралиев был среди тысяч турок-месхетинцев, сосланных в 1944 году из Грузинской ССР в Среднюю Азию.
С 1983 года Мовлуд занимается самбо, затем переходит в дзюдо.
14 сентября 2008 года Мовлуд Миралиев, выступавший в весе до 100 кг на летних Олимпийских играх в Пекине, принёс Азербайджану бронзовую медаль. В первой встрече Мовлуд одолел дзюдоиста из Алжира Гассана Азоуна. Далее последовала победа над представителем Грузии Леваном Жоржолиани. В четвертьфинале он победил Даниеля Брату из Румынии. Но пробиться в финал Миралиеву помешал дзюдоист из Монголии Найдангийн Тувшинбаяр, будущий чемпион состязаний. В борьбе за третье место Мовлуд одолел польского спортсмена Пржемислава Матияжека.
В сентябре 2014 года выиграл золото чемпионата мира по дзюдо среди ветеранов, который проходил в Малаге (Испания).
В начале 2016 года Миралиев возглавил сборную Азербайджана по дзюдо. Первым его соревнованием в качестве главного тренера сборной был чемпионат Европы в Казани, где его подопечные взяли одну золотую, одну серебряную медали, а также заняли третье место в командных соревнованиях.
На Олимпийских играх в 2016 года в Рио-де-Жанейро возглавляемая Миралиевым сборная Азербайджана, взяла две серебряные медали.